# Rated R (album de Queens of the Stone Age)
Pour les articles homonymes, voir Rated R.
Albums de Queens of the Stone Age
Queens of the Stone Age
(1998) Songs for the Deaf
(2002)
Rated R (littéralement « Noté R », signifiant en français que « Les enfants de moins de 17 ans doivent être accompagnés d'un adulte ») est le deuxième album du groupe du groupe de rock américain Queens of the Stone Age, paru en 2000, Nick Oliveri (ex-Kyuss, à l'instar de Josh Homme) ayant alors rejoint le groupe aux rangs de bassiste, mais aussi compositeur et même chanteur (sur Auto-Pilot, Quick and to the Pointless et Tension Head).
D'une texture plus expérimentale que le précédent, il est globalement bien accueilli par la critique et permet au groupe une projection sur le devant de la scène internationale (avec les singles "Feel Good Hit of the Summer", "Monsters in the Parasol" (pourvu d'un clip vidéo mais non paru en tant que single promotionnel à proprement parler) et surtout "The Lost Art of Keeping a Secret"). 

Malgré tout, les ventes restent médiocres.
L'album est aussi sorti en vinyle et est alors nommé Rated X.

## Réalisation
Le groupe n'a jamais caché son affinité pour les substances illicites, et cet album apparaît comme une revendication singulière de cette consommation. Au fil des pages du livret intérieur, les paroles sont précédées de mentions préventives parodiant les indications de contenu que l'on retrouve sur les DVD et les CD (Nudity, Sexual content, Illegal substances en plus de termes inventés pour l'occasion; tels que Paranoid Desilusions, Sleep Depravation ou Dark Metamorphosis)
Ainsi, tout au long de l'écoute, des titres comme Better Living Through Chemistry et Auto-Pilot renvoient au fil rouge de l'album, lequel, bien qu'estampillé du fameux "Parental Advisory", restera un favori du public et des critiques.

### Détails des pistes
L'album commence sur les chapeaux de roues avec le titre Feel Good Hit of the Summer, véritable ode à la défonce, les paroles ne consistant qu'en une énumération de substances psychotropes -"Nicotine, Valium, Vicodin, Marijuana, Ecstasy and Alcohol"- jusqu'à l'explosion du refrain, "C-c-c-c-c-cocaïne", Homme accrochant la première lettre comme pris d'une crise de manque. À de multiples reprises, il qualifiera la chanson comme une expérimentation sociale, vis-à-vis de son impact sur le public.
Presque sans transition, s'ouvre The Lost Art of Keeping a Secret, relativement calme par rapport au morceau précédent et au style "lourd" du groupe. Le single sera un succès auprès du public, et la vidéo connaîtra des passages relatifs sur des chaines comme MTV, pendant plusieurs mois.
Leg of Lamb poursuit l'album dans le même genre, avec une rythmique molle accompagnant un riff de guitare caustique tandis que Josh se fend d'un texte aux significations obscures (le titre, littéralement Cuisse d'agneau, n'y est répété qu'une seule fois)
Des effets sonores rappelant des sifflements de bombes ouvrent Auto-Pilot, interprétée par Nick. D'une texture d'autant plus inhabituelle pour le groupe que c'est le bassiste qui y prête sa voix, le morceau évoque les sensations d'une expérience sous psychotrope, comme en témoigne implicitement l'image de l'avion placé en pilotage automatique, dépourvu de tout contrôle volontaire. Bien qu'il ne soit jamais sorti en single, il fut souvent joué et live et contribua significativement à la notoriété croissante de la bande.
Le décor alors planté, le fil se poursuit logiquement à travers les percussions africaines de Better Living through Chemistry qui se fondent dans l'outro du morceau précédent. Une basse pesante s'enveloppe autour de la guitare de Josh qui évoque le sitar indien par la vibration continue d'une corde en "bourdon" (ici celle de Fa, correspondant à celle de La pour un accordage standard (eBGDAE), le groupe préconisant l'accordage "C standard" (D G Db Ab F D)), tandis que la voix, noyée dans la réverbération, parle d'une "religion en prescription" sous la forme de "cachets bleus", nouvelle référence qui semble éloquente, ce que Josh discutera : "c'est une chanson anti-drogues, tu peux en prendre [...], tu peux t'abrutir au Prozac [...] si ça peut te relaxer, mais t'as pas intérêt à toucher à un joint !". 

Le morceau est entrecoupé d'un pont instrumental, les paroles se substituant à des chœurs plaintifs.
Le groupe reprend ses marques avec Monsters in the Parasol (issu des compositions "groupées" des Desert Sessions), le martèlement monocorde de la batterie et de l'unique accord évoquant au plus près le fameux "Robot Rock" genre inventé par Josh pour qualifier ses albums, ou plus généralement pour rejeter une quelconque étiquette (notamment celle de stoner rock). Les images abstraites renvoyées par le texte semblent traiter du transgenre ("J'ai vu des choses que jamais je ne pensais voir .. couvertes de cheveux"), fait suggéré de surcroît par le clip vidéo associé, relatant les mésaventures d'un jeune homme déguisé en femme. Plus "pragmatique", Josh expliquera qu'il y décrit les effets du LSD.
La dernière note du morceau est brusquement rattrapée par une voix masculine ("I don't even know what I'm doing here")
L'incisif Quick and to the Pointless, signé Nick, rend compte d'une exploration "punk-métal" typique du bassiste (Tension Head sur le même album, Millionaire et Six Shooter sur le suivant), qui s’époumone durant à peine 2 minutes (et commençant chacun des 3 couplets par une phrase en néerlandais), accompagné d'un chœur féminin (avec notamment Brody Dalle, compagne de Josh).
In the Fade donne le premier rôle à Mark Lanegan (ex-chanteur des Screaming Trees au timbre rocailleux), ami de longue date du groupe et qui apparaîtra sur chaque album à compter de celui-ci. D'abord construite sur quelques accords de synthétiseur, la chanson évolue vers une guitare amplifiée d'un "delay" considérable et d'une basse minimaliste, emportées dans le refrain à grand renfort de saturation.
Après quelques secondes de silence, l'air de Feel Good Hit of the Summer est repris dans une version instrumentale accélérée, créditée ou non en tant que piste à part entière selon les différents éditions de l'album.
Tension Head, lui aussi issu des Desert Sessions (et déjà connu du public depuis 1998), est la 3e et dernière intervention vocale de Nick, arborant le style lourd et hurlant caractéristique du bassiste, et rappelant au mieux Kyuss, ancienne formation de Josh (et Nick) et figure de proue du mouvement stoner.
L'instrumental Lightning Song, composé par Dave Catching (proche du groupe et propriétaire des lieux d'enregistrements des Desert Sessions), constitue une courte interlude acoustique sur fond de guitare à douze cordes et de percussions hispaniques.
Le riff oppressant de I Think I Lost my Headache marque l'ouverture de la dernière partie de l'album, alors que l'ultime morceau s'étend sur près de 9 minutes. Souvent décrit par Josh comme un favori, il y décrirait les effets de la paranoïa. Après une première moitié "conventionnelle", la chanson évolue sur une improvisation générale alors qu'un orchestre de cuivres rejoint le groupe et achève le tout dans une cacophonie stridente.

## Liste des titres
| 1.    | Feel Good Hit of the Summer                                                                            | Homme/Oliveri | 2:43 |
| 2.    | The Lost Art of Keeping a Secret                                                                       | Homme/Oliveri | 3:36 |
| 3.    | Leg of Lamb                                                                                            | Homme/Oliveri | 2:48 |
| 4.    | Auto Pilot                                                                                             | Homme/Oliveri | 4:01 |
| 5.    | Better Living Through Chemistry                                                                        | Homme/Oliveri | 5:49 |
| 6.    | Monsters in the Parasol                                                                                | Homme/Lalli   | 3:27 |
| 7.    | Quick and to the Pointless                                                                             | Homme/Oliveri | 1:42 |
| 8.    | In the Fade                                                                                            | Homme/Lanegan | 4:25 |
| 9.    | Feel Good Hit of the Summer (Reprise) (hidden track, au départ, uniquement sur les copies américaines) |               | 0:35 |
| 10.   | Tension Head                                                                                           | Homme/Oliveri | 2:52 |
| 11.   | Lightning Song                                                                                         | Catching      | 2:07 |
| 12.   | I Think I Lost My Headache                                                                             | Homme/Oliveri | 8:40 |
| 42:45 | |               |      |

Le titre Ode to Clarissa est ajoutée sur la version japonaise.
Une version existe avec un second CD (en réalité le single "Feel Good Hit of the Summer"), comportant les plages supplémentaires suivantes, surtout des reprises : 
| 13.   | Feel Good Hit of the Summer                               | Homme/Oliveri                     | 2:45 |
| 14.   | Never Say Never (reprise des Romeo Void)                  | Iyall/Carter/Bossi/Zinavage/Woods | 4:23 |
| 15.   | You're So Vague (adaptation d'une chanson de Carly Simon) | Homme/Oliveri                     | 3:39 |
| 16.   | Who'll Be the Next in Line (reprise des Kinks)            | Ray Davies                        | 2:29 |
| 56:01 |                                                           |                                   |      |

## Anecdotes
- La chanson Auto Pilot a été réenregistrée plus tard par Nick Oliveri en solo en 2004.
- La piste 6 est un nouvel enregistrement de Monsters in the Parasol des Desert Sessions dans l'album Volumes 3 & 4.
- La piste 9 est un nouvel enregistrement de Tension Head provisoirement appelé 13th Floor du groupe Mondo Generator dans l'album Cocaine Rodeo.